# Hidetoši Nakaniši
Hidetoši Nakaniši (* 3. června 1958) je bývalý japonský zápasník–judista.

## Sportovní kariéra
Judu se začal aktivně věnovat během studií na univerzitě Tokai v Tokiu. V japonské seniorské reprezentaci se objevoval od roku 1981. V roce 1984 si vybojoval jako úřadující mistr světa nominaci na olympijské hry v Los Angeles. Ve čtvrtfinále nestačil na Jihokorejce An Pjong-kuna a v boji o třetí místo prohrál s Britem Kerrithem Brownem. Obsadil páté místo. Sportovní kariéru ukončil v roce 1986. Věnoval se trenérské práci na univerzite mezinárodního Budo a na univerzitě Tokai.
Hidetoši Nakaniši byl pravoruký judista, jeho osobní technikou bylo seoi-nage.

## Výsledky
| Turnaj            | 1983       | 1984       |
| Turnaj            | 25         | 26         |
| Turnaj            | lehká váha | lehká váha |
| ----------------- | ---------- | ---------- |
| Olympijské hry    |            | 5.         |
| Mistrovství světa | 1.         |            |
| Mistrovství Asie  |            | —          |